# MaliVai Washington
MaliVai Washington (* 20. Juni 1969 in Glen Cove, Long Island, New York) ist ein ehemaliger US-amerikanischer Tennisspieler. Seine Schwester Mashona Washington war ebenfalls Tennisprofi.

## Leben
Mit fünf Jahren begann er mit dem Tennissport. Er besuchte die University of Michigan und wurde zweimal in die Bestenauswahl All American gewählt. Im Jahr 1989 wurde er Profi. Seinen ersten Titel gewann Washington 1992 in Memphis. In seiner Laufbahn gewann er insgesamt vier Einzeltitel, seine beste Platzierung in der Weltrangliste erreichte er 1993 mit Position 11.
Seinen größten Erfolg bei einem Grand-Slam-Turnier feierte er 1996 in Wimbledon mit dem Einzug ins Finale. Nach Siegen unter anderem über Thomas Enqvist, Paul Haarhuis und Todd Martin unterlag er dem Niederländer Richard Krajicek in drei Sätzen. Zudem stand er im Viertelfinale der Australian Open sowie im Achtelfinale der French Open und der US Open. Sein bestes Ergebnis in der Doppelkonkurrenz war der Einzug in die dritte Runde 1991 bei den US Open.
Washington spielte zwischen 1993 und 1997 für die US-amerikanische Davis-Cup-Mannschaft und bestritt fünf Einzel, von denen er drei für sich entscheiden konnte. Bei der 2:3-Niederlage 1996 gegen Tschechien im Halbfinale der Weltgruppe verlor er beide Partien (gegen Daniel Vacek und Petr Korda). Bei den Olympischen Spielen 1996 in Atlanta trat er für die Vereinigten Staaten im Einzel und im Doppel an. Mit einem Sieg über die mexikanische Doppelpaarung erreichte er zusammen mit Andre Agassi die zweite Runde, dort schieden sie gegen die Südafrikaner Wayne Ferreira und Marcos Ondruska aus. Im Einzel war im Viertelfinale gegen den späteren Silbermedaillen-Gewinner Sergi Bruguera Schluss.
Washington beendete 1999 seine Karriere aufgrund einer langwierigen Knieverletzung, die er sich 1997 bei einer Davis-Cup-Partie gegen Gustavo Kuerten zugezogen hatte. Er ist verheiratet und hat zwei Kinder.

## Erfolge
| Legende (Anzahl der Siege)        |
| Grand Slam                        |
| Tennis Masters Cup                |
| ATP Masters Series                |
| ATP International Series Gold (1) |
| ATP International Series (3)      |

| Titel nach Belag |
| Hartplatz (1)    |
| Sand (2)         |
| Rasen (0)        |
| Teppich (1)      |

### Einzel

#### Turniersiege
| Nr. | Datum            | Turnier   | Belag         | Finalgegner       | Ergebnis      |
| --- | ---------------- | --------- | ------------- | ----------------- | ------------- |
| 1.  | 16. Februar 1992 | Memphis   | Hartplatz (i) | Wayne Ferreira    | 6:3, 6:2      |
| 2.  | 10. Mai 1992     | Charlotte | Sand          | Claudio Mezzadri  | 6:3, 6:3      |
| 3.  | 16. Oktober 1994 | Ostrava   | Teppich (i)   | Arnaud Boetsch    | 4:6, 6:3, 6:3 |
| 4.  | 21. April 1996   | Bermuda   | Sand          | Marcelo Filippini | 6:7, 6:4, 7:5 |

#### Finalteilnahmen
| Nr. | Datum            | Turnier    | Belag       | Finalgegner      | Ergebnis            |
| --- | ---------------- | ---------- | ----------- | ---------------- | ------------------- |
| 1.  | 12. Januar 1992  | Auckland   | Hartplatz   | Jaime Yzaga      | 6:76, 4:6           |
| 2.  | 19. April 1992   | Tampa      | Sand        | Jaime Yzaga      | 6:3, 4:6, 1:6       |
| 3.  | 21. Juni 1992    | Manchester | Rasen       | Jacco Eltingh    | 3:6, 4:6            |
| 4.  | 23. August 1992  | New Haven  | Hartplatz   | Stefan Edberg    | 6:74, 1:6           |
| 5.  | 17. Januar 1993  | Auckland   | Hartplatz   | Alexander Wolkow | 6:72, 4:6           |
| 6.  | 18. März 1993    | Miami      | Hartplatz   | Pete Sampras     | 3:6, 2:6            |
| 7.  | 16. Oktober 1995 | Ostrava    | Teppich (i) | Wayne Ferreira   | 6:3, 4:6, 3:6       |
| 8.  | 29. Oktober 1995 | Essen      | Teppich (i) | Thomas Muster    | 6:76, 6:2, 3:6, 4:6 |
| 9.  | 7. Juli 1996     | Wimbledon  | Rasen       | Richard Krajicek | 3:6, 4:6, 3:6       |